# Energieeffizienzgesetz (Liechtenstein)
Das Energieeffizienzgesetz (EEG) soll die Energieeffizienz und die erneuerbaren Energien im Fürstentum Liechtenstein verbessern bzw. fördern.

## Zweck
Das EEG regelt gemäß Art 1 EEG:
a) die Ausrichtung von Förderbeiträgen für Maßnahmen zur Steigerung der Energieeffizienz  und verstärkten Nutzung erneuerbarer Energien;
b) die Abnahme und Vergütung von Elektrizität aus erneuerbaren Energien und KWK-Anlagen und die Erhebung einer Förderabgabe auf den Elektrizitätsverbrauch.
und trägt zu einer effizienten und umweltverträglichen Energieverwendung und -versorgung bei.

## Umsetzung
Die Umsetzung der Zeile und des Zwecks des EEG erfolgt gemäß Art 3 ff EEG durch förderungswürdige Maßnahmen und Förderbeiträge:
- Wärmedämmung bestehender Bauten (Art 5 f EEG);
- Erstellung von Bauwerken mit geringem Energieverbrauch (Minergie-Bauten, Art 7 f EEG);[3]
- Verbesserung der Raumbeheizung und Erwärmung von Brauchwasser durch besonders energieeffiziente und ökologische Haustechnikanlagen (Art 9 f EEG);
- Erzeugung elektrischer Energie aus erneuerbaren Energien oder nach dem Prinzip der Kraft-Wärme-Kopplung (Art 11 EEG);
- Erwärmung von Brauchwasser durch thermische Sonnenkollektoren (Art 12 EG);
- Energiegewinnung durch Photovoltaikanlagen (Art 13 EG);
- Energiegewinnung durch Demonstrationsobjekte (Art 14 EEG);
- Energiegewinnung durch andere Anlagen (Art 15 EEG).

## Unionsrecht
Durch das EEG wird das Recht der Europäischen Union, insbesondere die Richtlinie 2004/8/EG über die Förderung einer am Nutzwärmebedarf orientierten Kraft-Wärme-Kopplung im Energiebinnenmarkt und zur Änderung der Richtlinie 92/42/EWG umgesetzt. Liechtenstein ist Mitgliedstaat des Europäischen Wirtschaftsraums (EWR) und hat sich zur Umsetzung dieser Richtlinie verpflichtet. In weiterer Folge wird Liechtenstein auch die Richtlinie 2012/27/EU zur Energieeffizienz, zur Änderung der Richtlinien 2009/125/EG und zur Aufhebung der Richtlinie 2004/8/EG und Richtlinie 2006/32/EG umsetzen.

## Aufbau
- I. Allgemeine Bestimmungen
  - Art 1 und 2
- II. Förderungswürdige Maßnahmen und Förderbeiträge
  - A. Im Allgemeinen
    - Art 3 und 4

  - B. Maßnahmen zur Steigerung der Energieeffizienz
  - 1. Wärmedämmung bestehender Bauten
    - Art 5 und 6

  - 2. Minergie-Bauten
    - Art 7 und 8

  - 3. Haustechnikanlagen
    - Art 9 und 10

  - 4. KWK-Anlagen
    - Art 11

  - C. Maßnahmen im Bereich der erneuerbaren Energien
    - Art 12 bis 14

  - D. Andere Anlagen
    - Art 15
- III. Abnahme und Vergütung von Elektrizität aus erneuerbaren Energien und KWK-Anlagen
  - Art 16 bis 19
- IV. Organisation und Durchführung
  - A. Organisation (Energiekommission)
    - Art 20 bis 22

  - B. Verfahren
    - Art 23 bis 29

  - C. Weitere Vollzugsbestimmungen
    - Art 30 bis 34
- V. Rechtsmittel
  - Art 35
- VI. Übergangs- und Schlussbestimmungen
  - Art 36 bis 40
- Übergangsbestimmungen

## Organisation und Durchführung des EEG

### Energiekommission
Gemäß Art 20 Abs. 1 EEG wird von der liechtensteinischen Regierung für jeweils vier Jahre eine Energiekommission bestellt.
Der Energiekommission hat vor allem die Aufgaben (Art 21 EEG):
- die Regierung in allen energiepolitischen Belangen zu beraten;
- Förderbeiträge für Demonstrationsobjekte und andere Anlagen zuzusichern und auszurichten sowie die Abnahme der Energie zu ermöglichen;
- die Entwicklungen des energiepolitischen Umfeldes, der technologischen Entwicklung im Energiebereich zu beobachten sowie die laufende Überwachung der Maßnahmen im Hinblick auf ihre Zielerreichung;
- die Durchführung von Informations- und Sensibilisierungskampagnen, insbesondere hinsichtlich energieeffizienter Beleuchtungsmittel und Haushaltsgeräte.

### Energiefachstelle Liechtenstein
Beim Amt für Volkswirtschaft ist nach Art 22 EEG eine Energiefachstelle einzurichten. Diese hat folgende Aufgaben (Beispiele nach Art 22 Bst. a bis l):
- Vorbereitung und Durchführung von Beschlüssen der Energiekommission;
- Zusicherung und Ausrichtung von Förderbeiträgen sowie die Zusicherung der Abnahme und Vergütung von Elektrizität nach Art. 16 und 17 EEG, soweit nicht die Energiekommission zuständig ist;
- Ausarbeitung und Umsetzung von energiepolitischen Konzepten;
- Ausarbeitung von Gesetzen und Verordnungen im Energiebereich;
- Bearbeitung der EWR-Agenda im Energiebereich;
- Beratung von Privaten, Gemeinden und Institutionen in allen Fragen der effizienten und umweltfreundlichen Energieverwendung und des Einsatzes erneuerbarer Energien;
- Information der Öffentlichkeit und der Schulen in Fragen der effizienten und umweltfreundlichen Energieverwendung und des Einsatzes erneuerbarer Energien;
- Organisation der Aus- und Weiterbildung von Fachleuten im Bereich der effizienten und umweltfreundlichen Energieverwendung und des Einsatzes erneuerbarer Energien;
- Koordination und Kooperation mit Amtsstellen und Institutionen, die mit Energiefragen befasst sind;
- Zertifizierung von Minergie-Bauten;
- Mitarbeit in Kommissionen und Arbeitsgruppen im Energiebereich.

## In Kraft treten
Das EEG trat gemäß Art 40 am 1. Juni 2008 in Kraft. Es wurde seither mehrfach novelliert.

## Energieeffizienzverordnung
Das liechtensteinische Energieeffizienzgesetz wird durch die Energieeffizienzverordnung ergänzt.
In dieser Energieeffizienzverordnung wurden Anforderungen an Erneuerbare-Energie-Anlagen, Förderbeiträge und Einspeisevergütungen festgelegt.